# 福島滉平
福島 滉平（ふくしま こうへい、1995年11月24日 - ）は、日本のBMXライダー、画家、アーティスト、表現家、現代アーティスト、作曲家。

## 経歴
福岡県出身。高校、大学で建築学部を専攻。18歳からBMXを始め20代前半でプロライダーとしてスポンサー契約。BMXのライディングを映像や写真で魅せることにこだわり自身のYouTubeやInstagramで発信。2018年からは現代アーティストとしての活動を本格化。幼少期から畳一畳サイズの絵を描いていたと話す。それらの絵は現在も全て祖母が保管しているという。
2020年10月より渋谷区観光局 より渋谷区 観光フェローに就任任命。
2021年頃の作品ではシンプルな抽象画作品がおおく、学生時代に培った建築図面を思わせるきっちりとした区画とバランスが作品からみられる。
2022年2月、自身のオリジナルキャラクターBucket BearのNFTデジタルアート作品を公開。この年はドバイ、パリ-ルーブル、オランダ-アムステルダムなど現代アートの活動が海外でも多く、福島自身も海外での展示会に出向きました。この時、初めてヨーロッパを訪れ活動拠点場所の一つとして視野に入れ始めました。
2021年から自身のアトリエを東京都目黒区から千葉県の房総半島に移しており、2023年はアトリエに引きこもり制作活動に専念した年といえる。
2024年5月、個展Dr.Appleを開催しその際の展示作品Green apple seriesは福島のまたひとつ新しいアイコンにもなりました。そして2024年夏にオランダへ拠点を移し活動中。

## 人物
- 身長173cm 、血液型A型。
- 趣味はアニメ、映画鑑賞、スポーツ全般[2]。